# Демерджи II
Демерджи II (также Демерджи-Исар) — развалины средневекового укрепления (сельского убежища) в Крыму, недалеко от села Лучистое большой Алушты, сооружённого жителями селения Демерджи в X веке и просуществовавшего до XIII века. Укрепление контрголировало древнюю дорогу, ведущую из урочища Джурла (район селения Улу-Узень) в Алуштинскую долину. Укрепление не изучалось, раскопки не производились, все сведения о нём — результат визуальных осмотров историками. В научной литературе укрепление не описано. Существует версия, что после строительства феодоритами крепости Фуна в XIII веке надобность в убежище отпала.
Располагалось убежище на склоне южной Демерджи, на пологой площадке под башнеобразными скалами в восточной части Долины Привидений. С севера прикрыта обрывами Демерджи, с остальных сторон — обрывы до 40 м. Стены, сложенные «насухо», зарывали проходы с юго-востока и юга, толщина стен 1,5—2,7 м, свеверо-восточная стена — 3,55—4,6 м, вход был с юго-востока. Площадь укрепления 0,26 гектара, размеры 80 на 50 м.
Об укреплении упоминал русский писатель и путешественник XIX века Евгений Марков в книге 1902 года «Очерки Крыма» на стр. 188: «Предание говорит, что и на вершине Демерджи, во время генуэзцев, стоял замок», также простое упоминание есть в труде Льва Фирсова «Исары — Очерки истории средневековых крепостей Южного берега Крыма»